# إيان أرميتاج
إيان أرميتاج (بالإنجليزية: Iain Armitage) (من مواليد 15 يوليو 2008) هو ممثل طفل أمريكي وناقد مسرحي. وهو معروف بدور البطولة في بعض المسلسلات مثل زيغي تشابمان في أكاذيب كبيرة صغيرة وشيلدون كوبر في شيلدون الصغير. كما لعب شاجي الشباب في سكووب! في عام 2018، حصل على جائزة الفنان الشاب لأفضل أداء في مسلسل تلفزيوني - جائزة الممثل الشاب الرائد لدوره في دور شيلدون كوبر.

## حياته
إيان أرميتاج يقيم في أرلينغتون ، فيرجينيا، وهو نجل الممثل إيوان مورتون، الذي ولد في فالكيرك، اسكتلندا،  والمنتجة المسرحية لي أرميتاج. أفيد أنه تم تسميته على اسم السير إيان ماكيلين. وهو حفيد نائب وزير الخارجية الأمريكي السابق ريتشارد لي أرميتاج.

## مساره المهني
اكتسب أرميتاج شهرة لأول مرة في سلسلته على YouTube Iain Loves Theatre حيث استعرض المسرح.  جذبت مقاطع الفيديو الخاصة به انتباه صناعة المسرح بما في ذلك بعض الوكلاء الذين أرادوا تسجيله.  خلال جوائز توني لعام 2015، عمل كمراسل لـ Perez Hilton وتمت الإشارة إليه أيضًا في الرقم الافتتاحي للعرض.
في يناير 2017، تألق أرميتاج في حلقة من القانون والنظام: وحدة الضحايا الخاصة (" Chasing Theo ")، بدور طفل صغير، ثيو لاشير، الذي تم اختطافه. ظهر في فيلم «انظر خارجًا»، «غير عملي»، حيث تحدث إليه المر في «من يدع الكلاب تخرج؟»، في التحدي الثاني لتلك الحلقة. لعب Ziggy Chapman في مسلسل HBO miniseries Big Little Lies  وظهر في The Glass Castle ، فيلم تكيف لمذكرات Jeannette Walls التي تحمل نفس الاسم. في نفس العام، كان أيضًا في أفلام لست هنا وروحنا في الليل ،  الذي قام ببطولته أيضًا جين فوندا وروبرت ريدفورد.
في عام 2017، تم اختياره كـ Sheldon Cooper عندما كان طفلاً في Young Sheldon ، مقدمة إلى المسلسل الكوميدي The Big Bang Theory.   في ديسمبر 2018، ظهر في حلقة من <i id="mwWg">نظرية الانفجار الكبير</i>.

## فيلموغرافيا

### فيلم
| عام  | عنوان            | الدور                 | ملاحظات |
| ---- | ---------------- | --------------------- | ------- |
| 2017 | القلعة الزجاجية  | جدران بريان الصغيرة   |         |
| 2017 | أرواحنا في الليل | جيمي مور              |         |
| 2017 | انا لست هنا      | ستيفي                 |         |
| 2020 | سكوب!            | يونغ شاجي روجرز (صوت) |         |

### التلفاز
| عام         | عنوان                                | الدور             | ملاحظات                        |
| ----------- | ------------------------------------ | ----------------- | ------------------------------ |
| 2014        | جوكرز غير عملي                       | نفسه              | الحلقة: "أنظر أدناه"           |
| 2016        | لقطات كبيرة صغيرة                    | القاضي الضيف      | الحلقة: "Idom of Love"         |
| 2017        | القانون والنظام: وحدة الضحايا الخاصة | ثيو لاشيري        | الحلقة: "مطاردة ثيو"           |
| 2017-2019   | الأكاذيب الكبيرة                     | زيغي تشابمان      | دور أساسي                      |
| 2017 – الآن | يونغ شيلدون                          | شيلدون كوبر       | الدور القيادي                  |
| 2018        | خطر!                                 | معطي دليل الفيديو | 6 حلقات                        |
| 2018        | تظرية الانفجار العظيم                | يونغ شيلدون كوبر  | الحلقة: "The VCR Illumination" |

### الويب
| عام                   | عنوان         | وظيفة |
| --------------------- | ------------- | ----- |
| 2014 إلى الوقت الحاضر | مسرح ايان لوف | مقدم  |

## جوائز وترشيحات
| عام  | جائزة                       | الفئة                                             | مرشح          | نتيجة | المرجع |
| ---- | --------------------------- | ------------------------------------------------- | ------------- | ----- | ------ |
| 2018 | Young Artist Awards         | أفضل أداء في العام                                | نفسه          | رُشِّح   | [ 13 ] |
| 2018 | جائزة الفنان الصغير         | أفضل أداء في مسلسل تلفزيوني - الممثل الشاب الرائد | شيلدون الصغير | فوز   | [ 14 ] |
| 2018 | 2018 جوائز اختيار المراهقين | Choice Breakout TV Star                           | شيلدون الصغير | رُشِّح   | [ 15 ] |

## روابط خارجية
- إيان أرميتاج على موقع IMDb (الإنجليزية)
- إيان أرميتاج على موقع روتن توميتوز (الإنجليزية)
- إيان أرميتاج على موقع ألو سيني (الفرنسية)
- إيان أرميتاج على موقع ميوزك برينز (الإنجليزية)
- إيان أرميتاج على موقع قاعدة بيانات الفيلم (الإنجليزية)
- إيان أرميتاج في قاعدة بيانات الأفلام على الإنترنت